# Bildungscontrolling
Das Bildungscontrolling umfasst Maßnahmen zur Planung, Koordination und Kontrolle von Bildungsvorhaben nach Effektivitäts- und Effizienzkriterien. Das Bildungscontrolling ist eine Aufgabe des Bildungsmanagements.
In der Betriebswirtschaftslehre nimmt das Controlling zur Steuerung eines Unternehmens Planungs-, Koordinations- und Kontrollaufgaben wahr, um die Unternehmensführung mit den notwendigen Instrumenten und Informationen zu versorgen. Das Bildungscontrolling soll, im Rahmen der Koordination und Steuerung von bildungsbezogenen Prozessen einer Organisation, die Effektivität und Effizienz erfassen und darstellen, in Abstimmung mit den Organisationszielen. Es wird als Ansatz aufgefasst, welcher der Optimierung der Bildungsarbeit dient, sowohl unter ökonomischer als auch pädagogischer Perspektive. Die ökonomischen Kosten- und Ertragsstrukturen sollen dabei mit Hilfe von quantitativen Kennzahlen erfasst werden, während man für die individuelle Kompetenzentwicklung qualitative Kennzahlen entwickelt.

## Begriff
Der Begriff Bildungscontrolling bezeichnet ein auf Bildung bezogenes Controlling. Damit ist gemeint, dass Träger bildungsbezogener Entscheidungen mit entsprechend relevanten Informationen versorgt werden. Im betrieblichen Kontext wird Bildungscontrolling durchweg auf die Qualifizierung von Mitarbeitern im Sinne einer speziellen unternehmerischen Aufgabe bezogen. Da andere Bereiche des pädagogischen Bildungsbegriffes weitestgehend ausgeklammert werden, wurde angeregt, in diesem Zusammenhang anstatt von Bildungscontrolling von Qualifizierungscontrolling zu sprechen.
Der Begriff wird heute in verschiedenen Bereichen praktisch angewendet. So werden beispielsweise Weiterbildungsmaßnahmen unter dem Stichwort Bildungscontrolling angeboten und in Stellenanzeigen gezielt Kenntnisse diesbezüglich nachgefragt. Auch in der Wissenschaft findet der Begriff Bildungscontrolling mittlerweile Beachtung: Er wird in wissenschaftlichen Veröffentlichungen regelmäßig verwendet und auch in vielen Nachschlagewerken bereits als separates Stichwort ausgewiesen. Es wurden steigende Forschungsaktivitäten nachgewiesen und so gezeigt, dass Bildungscontrolling ein relevantes aktuelles Forschungsthema darstellt.

## Anwendungsbereiche
Bildungscontrolling kann prinzipiell überall dort angewendet werden, wo bildungsbezogene Entscheidungen getroffen werden, zum Beispiel in Schulen und Hochschulen, aber auch bei sonstigen Bildungsanbietern wie etwa Volkshochschulen. Schwerpunktmäßig wird der Begriff momentan im Bereich der betrieblichen Bildung verwendet.
Bezogen auf den Verbraucherschutz sollen Bildungsangebote auf ihre Qualität hinterfragt werden. Dies geschieht teilweise mit einer Zufriedenheitsanalyse am Ende einer Lerneinheit (eines Seminars) und kann sich auf die Auswirkungen erfolgreicher Weiterbildungsmaßnahmen konzentrieren, sollte jedoch immer auch auf die Qualität der Referenten und auf die Rahmenbedingungen des Bildungsprozesses achten, wobei eine sinnvolle Analyse auch längerfristige, prozessverändernde Auswirkungen des Bildungsprozesses im Funktionsfeld einbezieht, also beispielsweise am Arbeitsplatz.

## Problematik
Die selbstauferlegte Überprüfung von Bildungsvorgängen durch Zertifizierung erfasst in der Regel nur den Rahmen von Bildungskonzepten, also die Planung des Bildungsprozesses, nicht aber die Qualität seiner Durchführung oder seinen späteren Nutzen. Dieses Vorgehen unterliegt immer dem Vorwurf, fremdbestimmend zu sein, da es sich nicht aus dem Bildungsprozess selbst herleitet. Eine Evaluation durch die Teilnehmer selbst lässt hingegen ebenso wenig einen direkten Rückschluss auf die Qualität des Bildungsprozesses zu. Ob der Lernende die Lernaufgaben bewältigen konnte, lässt sich ebenfalls nur bedingt durch Prüfungen erheben, in denen nur einzelne Fakten und Denkmuster erfasst werden. Der Komplexität eines Bildungsprozesses kann man nur bedingt gerecht werden, wenn Bildung in Analogie zu technischen Prozessen gemessen wird. Bildung ist nicht im selben Maß zertifizierbar wie die Produktion eines technischen Geräts.
Die Kriterien für die Qualität eines Lehr-Lern-Vorgangs werden im Bewusstsein der Teilnehmer erstellt, die Veränderung dieses Bewusstseins ist ein Ziel des zu beurteilenden Bildungsprozesses, folglich kann die Qualität desselben nur schwer objektiv dargestellt werden. Weniger fremdbestimmt als die Zertifizierung ist dagegen der Weg des kontinuierlichen Verbesserungsprozesses oder Total-Quality-Managements, bei dem alle an einem Bildungsprozess Beteiligten in die Bewertung einbezogen werden und letztlich befähigt werden müssen, ihre eigenen Kriterien und ihr Lehrverhalten durch stetes pädagogisches Hinterfragen weiterzuentwickeln.
Man unterscheidet folgende Problematiken im Controlling von Bildungsmaßnahmen:
- Messproblematik – Mit welcher Kennzahl kann eine Bildungswirkung gemessen werden?
- Bewertungsproblematik – Wie muss eine Kenngröße beschaffen sein, um den nicht monetär wirksamen Bildungsnutzen zu bewerten?
- Zurechnungsproblematik – Wie grenzt man den Bildungsnutzen, auf eine spezielle Bildungsmaßnahme ein und grenzt ihn somit von sonstigen Veränderungen ab?

## Vorgehen und Methodik
Man teilt im Bildungscontrolling die verschiedenen Aufgaben ein, indem man sie dem Vorfeld, dem Lernfeld und dem Funktionsfeld zuordnet.

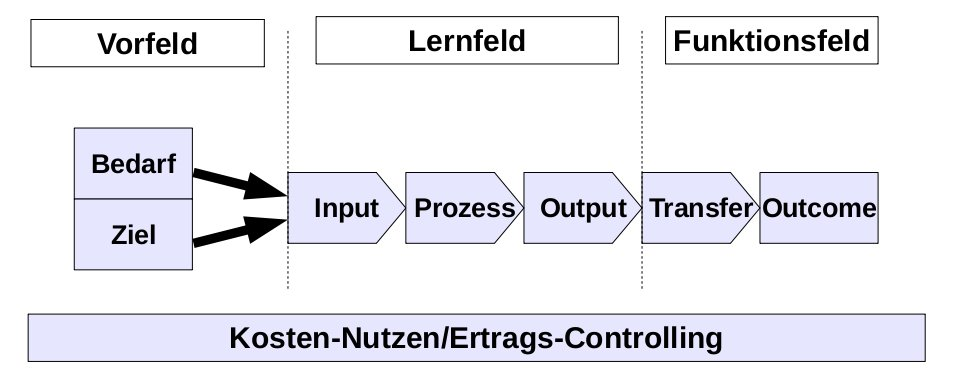
Bildungscontrollingmodell nach Seeber

- Mit Vorfeld wird der Zeitraum benannt, der einer Bildungsmaßnahme beziehungsweise bereits ihrer Planung vorgelagert ist und hier wird der Bildungsbedarf ermittelt sowie daraus Zielvorgaben formuliert.
- Lernfeld ist die eigentliche Bildungsmaßnahme und ihre Planung, Steuerung und Kontrolle in Bezug auf Input, Prozess und Output, welche auf die Zielvorgaben abzustimmen sind.
- Im Funktionsfeld geht es um die Ermittlung und Sicherstellung von Transfer und Outcome (Nutzen) einer Bildungsmaßnahme in der praktischen Anwendung der Lerninhalte.

### Bildungsbedarf und Bildungsziel

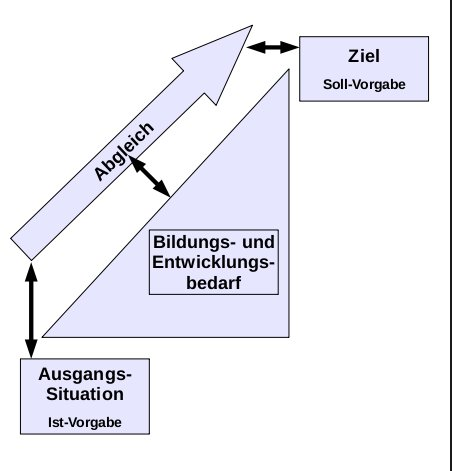
Bedarfs- und Zielcontrolling

Ein Bildungsbedarf ergibt sich aus den individuellen Zielvorgaben einer Person beziehungsweise daraus, inwiefern diese mit Zielvorgaben einer Organisation übereinstimmen. Bei betrieblichen Aus- und Weiterbildungsmaßnahmen werden beispielsweise Bedarfsanalysen erstellt, aufgrund der gegenwärtigen und geplanten Aufgaben, in Abstimmung mit den Mitarbeiterprofilen sowie den jeweiligen Stellenprofilen. In einer Gegenüberstellung der Ist-Situation mit der gegenwärtigen oder geplanten Soll-Situation kann sich dann ein Bildungsbedarf ergeben, aus welchem ein Bildungsziel formuliert wird.
Um im Rahmen einer konkreten Bildungsmaßnahme ein möglichst genaues und systematisches Zielcontrolling durchführen zu können, müssen Ziele so formuliert sein, dass sie eine zeitliche Transfernähe aufweisen. Dabei müssen Fernziele in Teilziele zergliedert werden, wobei diese dann wieder zeitnah umsetzbar sind. Die Zielerreichung und die Harmonisierung mit den jeweiligen Zielvorgaben kann dann am konkreten Ziel geprüft werden, wobei in der Personalentwicklung beispielsweise individuelle Zielvereinbarungsgespräche als Instrument zur Verfügung stehen.

### Input

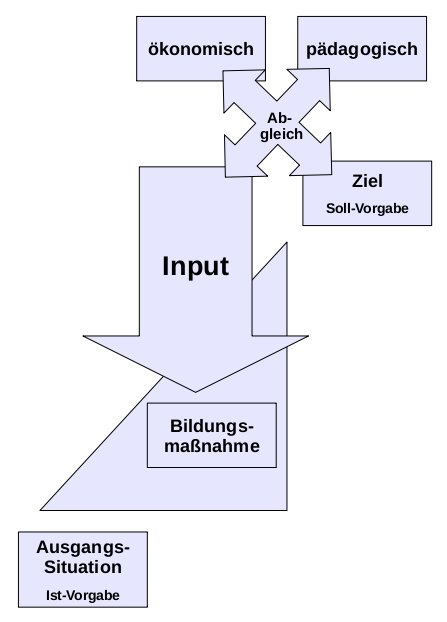
Inputcontrolling

Beim Inputcontrolling steht die Planung, Steuerung und Kontrolle des Aufwandes einer Bildungsmaßnahme im Mittelpunkt, mit Blick auf die Zielerreichung. Hier gibt es zwei Arten von Steuerungsgrößen:
- Ökonomischer Input
- Pädagogischer Input

Der Ökonomische Input erfasst quantitativ-monetäre Kenndaten, führt also zu harten Kennzahlen, die sich in Mengen an eingesetzten Geldmitteln ausdrücken lassen. Dabei werden sowohl der Zeitaufwand, den eine Bildungsmaßnahme erfordert, als auch die direkten und indirekten Kosten erfasst.
Beim Pädagogischen Input werden die qualitativ-fachlichen Kenndaten, in Form von weichen Kennzahlen erfasst, bezogen auf die Zielvorgaben der Bildungsmaßnahme.
Ein größerer Ökonomischer Input bedeutet dabei nicht zwingend, dass dies auch der Zielerreichung dienlich ist. Es gilt also, gemessen am Bildungsziel, den pädagogischen Einsatz des ökonomischen Aufwandes abzugleichen, also festzustellen, welcher genaue Aufwand konkret zu einem gesetzten Ziel führt.

### Bildungsprozess

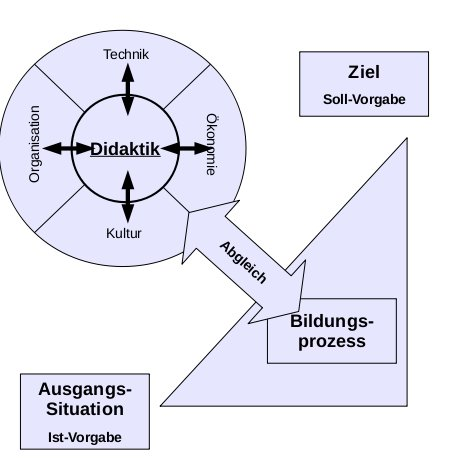
Prozesscontrolling

Bei der Planung einer Bildungsmaßnahme sind die Ergebnisse der Analyse der Ausgangssituation (Ist-Situation) in Wechselwirkung mit den Bildungsziel (Soll-Vorgabe) von Bedeutung. Diese gipfeln in der Planung des Bildungsprozesses selbst, der dann den ermittelten Bildungsbedarf abdecken soll. Bei der Planung eines Bildungsprozesses gilt es den Bildungsbedarf in eine systematische Form zu bringen. Das Controlling hat nun die Aufgabe geeignete Kontrollinstrumente für alle Komponenten der Bildungsplanung einzubinden. Dabei geht es um die Ermittlung von Kenndaten zur Untersuchung des Nutzens einer Bildungsmaßnahme oder einzelner Teile derselben in formativer Form, also prozessbegleitend, oder summativer Form, also zur Auswertung. Dazu gehören Kenndaten über quantitative Fragen (harte Kennzahlen), wie auch Fragen an die Beteiligten einer Bildungsmaßnahme über qualitativ-fachliche Belange (weiche Kennzahlen).

### Output

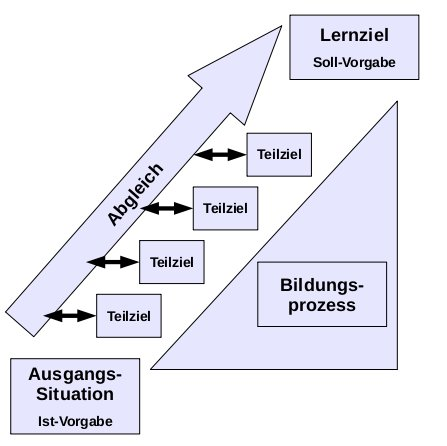
Outputcontrolling

Beim Outputcontrolling (auch Erfolgscontrolling) wird die Zielerreichung gemessen, also anhand von Kennzahlen ermittelt, inwiefern Lernende die Zielvorgaben erreicht haben. Dies geschieht in der Regel in Soll-Ist-Vergleichen, zwischen den tatsächlichen Leistungen der Lernenden im Abgleich mit dem Lernziel als Soll-Vorgabe. Je nach Komplexität der Bildungsleistung ist eine große Menge an Kennzahlen zu bilden, um die maßgeblichen Inhalte der angestrebten Zielsituation vollständig und repräsentativ widerzuspiegeln.

### Transfer

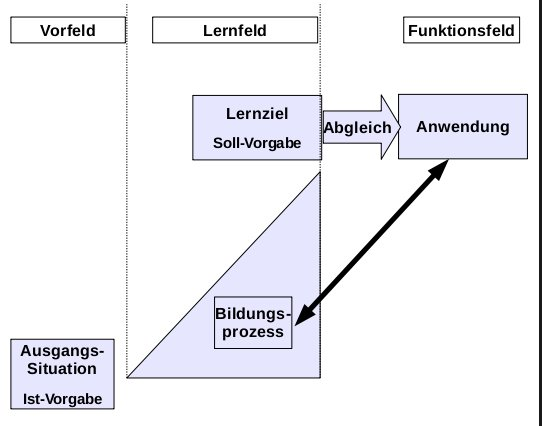
Transfercontrolling

Das Ziel des Transfercontrollings ist es zu ermitteln, inwiefern das Gelernte Anwendung im Funktionsfeld findet, da Bildungsinhalte theoretisch als sinnvoll erscheinen können, die sich in der konkreten Anwendung nicht immer als praktikabel herausstellen. Je komplexer die Bildungsleistung ist, desto schwieriger ist es, geeignete Kennzahlen zu erarbeiten, um den praktischen Bildungserfolg zu messen. Oftmals ist im Nachgang schwierig zu ermitteln, ob und inwiefern sich das, was an Wirkung gemessen wird, tatsächlich auf die konkrete Bildungsmaßnahme zurückführen lässt.

### Outcome
Beim Outcomecontrolling ist das Ziel die Messung der indirekten Wirkung einer Bildungsmaßnahme. Diese indirekte Wirkung kann aus unterschiedlichen Perspektiven erfasst werden und dabei auf den individuellen, den organisationellen sowie den gesellschaftlichen Nutzen abzielen. Der Nutzen, also Outcome, einer Maßnahme der betrieblichen Bildung beschreibt beispielsweise eine über den unmittelbaren Anwendungsnutzen (Transfer) hinausgehende gestiegene betriebliche vertikale und horizontale Mobilität des Mitarbeiters. Der Mitarbeiter hat ein gestiegenes Autonomie- bzw. Kompetenzerleben im Arbeitsumfeld und somit bessere Karrierechancen. Das Unternehmen hingegen profitiert beispielsweise an einer flexibleren Einsetzbarkeit des Mitarbeiters.

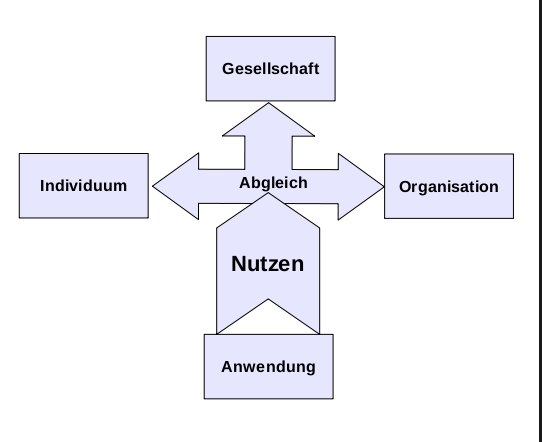
Outcomecontrolling

Wegen der komplexen Zielsetzung ist es methodisch schwierig den Outcome einer Bildungsmaßnahme durch passende Kennzahlen zu messen. Typischerweise wird Versuchen einer Ermittlung des Outcomes entgegen gehalten, es gäbe keine geeigneten Daten, ursächliche Zusammenhänge seien nicht nachweisbar, es fehle an Kontrollgruppen, Ertrag und Aufwand stünden in keinem Verhältnis und so weiter. Daher ist das Outcomecontrolling in der Praxis vor allem eine Reflexionsstrategie. Es soll den am Bildungsprozess beteiligten Akteuren helfen, Voraussetzungen, Ziele und Folgen von Bildungsaktivitäten unter Berücksichtigung der Wechselwirkungen zwischen Technik, Organisation und Qualifikation zu reflektieren.

## Bildungscontrolling in verschiedenen Ländern

### Deutschland
In Deutschland erheben die Kultusministerien der Bundesländer Daten zur Effizienz ihrer Bildungsinitiativen, stellen diese allerdings den Bildungsforschern nicht zur Verfügung.

### Vereinigte Staaten
Im Schulsystem der Vereinigten Staaten ist Bildungscontrolling in sehr viel größerem Umfang üblich als etwa in Deutschland. So führen die US-amerikanischen Bundesstaaten regelmäßig Vollerhebungen (State Tests) zur Kompetenz der Schüler aller Klassenstufen z. B. in den Bereichen Mathematik und Lesen durch.
Privatschulen, die in den USA einen weitaus größeren Einfluss haben als in Europa, unterziehen sich oft freiwillig einer umfassenden Qualitätsprüfung, wenn sie dadurch die Anerkennung durch eine angesehene Akkreditierungs-Organisation wie z. B. die Middle States Association of Colleges and Schools oder die Western Association of Schools and Colleges zu erhalten hoffen.